# كلايف مارتن
كلايف مارتن (بالإنجليزية: Clive Martin)‏ هو مهندس وسياسي بريطاني، ولد في 1935.